# Enckell
Enckell är en finländsk släkt, ursprungligen från Altranstädt i Sachsen. Släkten är uppdelad i två grenar, en yngre och en äldre.

## Medlemmar av släkten (urval)
- Agneta Enckell (född 1957), författare
- Carl Enckell (1839–1921), militär i rysk tjänst
- Carl Enckell (1876–1959), diplomat
- Carolus Enckell (född 1945), konstnär
- Henrik Enckell (född 1960), psykoanalytiker och författare
- Karl Enckell (1853–1937), jordbruksforskare, professor
- Magnus Enckell (1870–1925), konstnär
- Martin Enckell (född 1954), författare, översättare, poet och konstnär
- Mikael Enckell (född 1932), psykoanalytiker och författare
- Olof Enckell (1900–1990), författare, litteraturhistoriker, professor
- Oskar Enckell (1878–1960), militär
- Rabbe Enckell (1903–1974), författare och konstnär
- Robert Enckell (född 1959), skådespelare
- Torger Enckell (1901–1999), konstnär

### I kronologisk ordning
- Carl Enckell (1839–1921), militär i rysk tjänst
- Carl Enckell (1876–1959), diplomat
- Karl Enckell (1853–1937), jordbruksforskare, professor
- Magnus Enckell (1870–1925), konstnär
- Oskar Enckell (1878–1960), militär
- Olof Enckell (1900–1990), författare, litteraturhistoriker, professor
- Torger Enckell (1901–1991), konstnär
- Rabbe Enckell (1903–1974), författare och konstnär
- Mikael Enckell (född 1932), psykoanalytiker och författare
- Carolus Enckell (född 1945), konstnär
- Martin Enckell (född 1954), författare, översättare, poet och konstnär
- Agneta Enckell (född 1957), författare
- Robert Enckell (född 1959), skådespelare
- Henrik Enckell (född 1960), psykoanalytiker och författare